# MSC Napoli
La motonave MSC Napoli è stata una nave portacontainer battente bandiera del Regno Unito.
Il 18 gennaio 2007 lo scafo della MSC Napoli si ruppe a causa del mare mosso, causando il suo schianto nel Canale della Manica. Fu deliberatamente arenata nella baia di Lyme per evitare un disastro ambientale e smantellata dai soccorritori.

## Storia
La nave era stata costruita nel 1991, da Samsung Heavy Industries, Geoje, in Corea del Sud, e aveva una capacità di 4.419 TEU (62.000 tonnellate). Era di proprietà di Metvale Ltd., una società a entità singola di Brass Plate delle Isole Vergini Britanniche, gestita da Zodiac Maritime ed era noleggiata dalla Mediterranean Shipping Company.
Il 27 marzo 2001, la portacontainer MSC Napoli, allora registrata come CMA CGM Normandie, era in viaggio da Port Klang, in Malaysia, alla capitale della Repubblica d'Indonesia, Giacarta, quando si incagliò su una scogliera nello stretto di Singapore, dove rimase bloccata per diverse settimane. La nave fu successivamente riparata nel cantiere navale Hyundai-Vinashin nella provincia di Khánh Hòa, Vietnam, intervento di riparazione che incluse la saldatura di oltre 3.000 tonnellate di metallo sullo scafo.

### Tempesta Kyrill

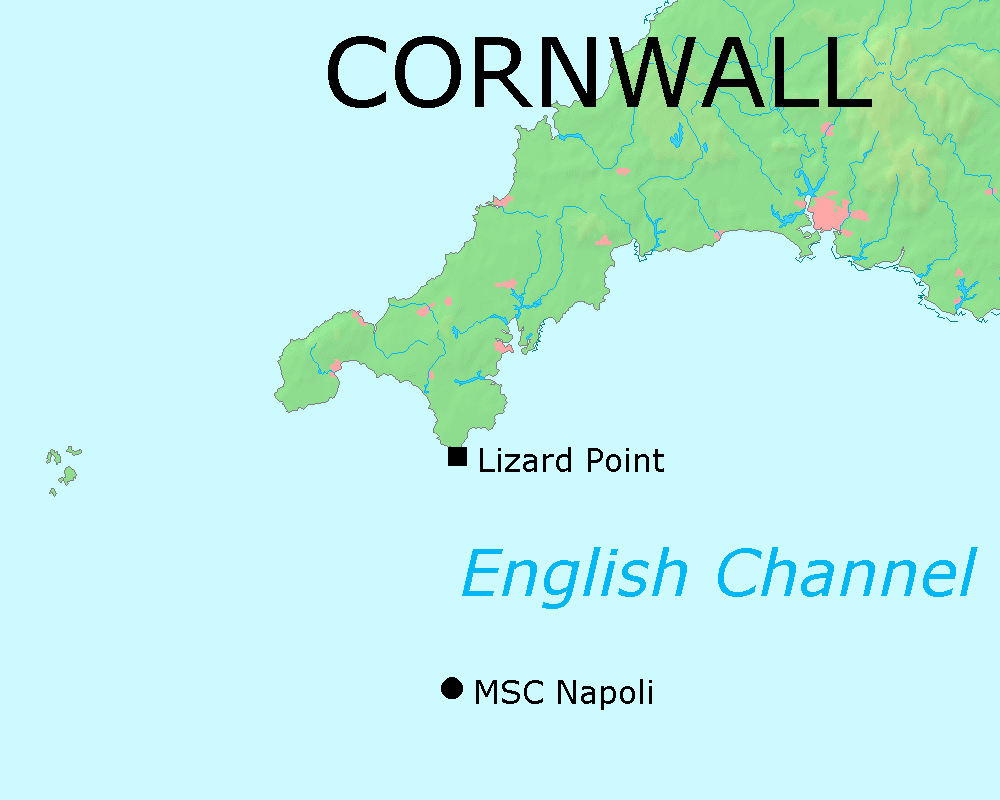
La MSC Napoli quando fu abbandonata

Il 18 gennaio 2007, la MSC Napoli faceva rotta dal Belgio al Portogallo, quando incontrò la tempesta europea Kyrill; forti venti di burrasca e onde enormi causarono gravi danni allo scafo della MSC Napoli, tra cui una crepa su una fiancata e l'allagamento di una sala macchine. Allora la nave si trovava a 50 miglia (80 km) al largo della costa di The Lizard, in Cornovaglia.
Verso le 10:30 UTC, l'equipaggio inviò una chiamata di soccorso. Non molto tempo dopo, il capitano ordinò all'equipaggio di abbandonare la nave su una delle scialuppe di salvataggio. Erano in mare già da diverse ore, quando tutti i 26 membri dell'equipaggio vennero prelevati dalla loro scialuppa di salvataggio dagli elicotteri Sea King della Fleet Air Arm della Royal Navy e portati alla Royal Naval Air Station Culdrose in Cornovaglia. Durante il difficile salvataggio, un elicottero ruppe due funi del verricello, rendendo ancora più difficile la messa in salvo dei marinai. Il mare agitato e i venti di burrasca provocarono agli uomini un acuto mal di mare e, in alcuni casi, disidratazione dovuta al surriscaldamento.

### L'arenamento nella baia di Lyme

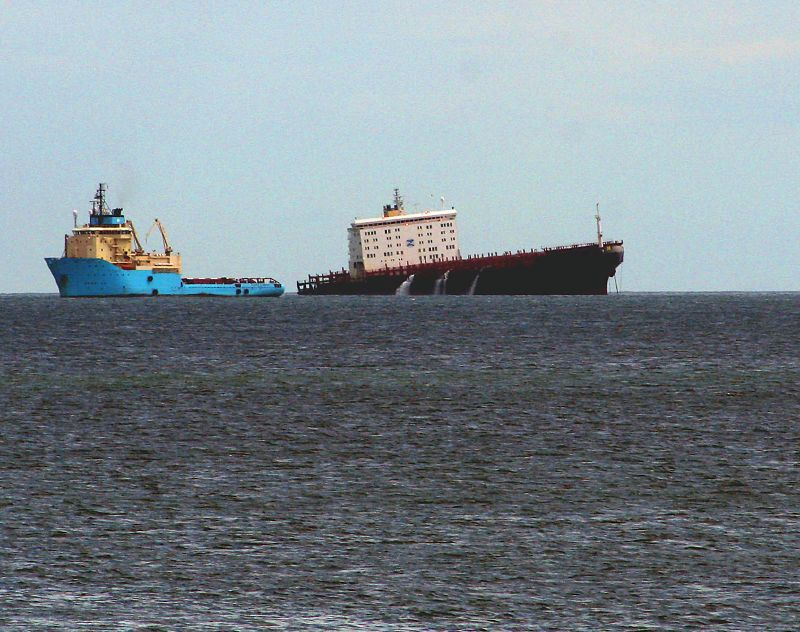
La MSC Napoli arenata al largo di Branscombe senza i container, già rimossi.

Il 19 gennaio 2007, la nave fu trainata dal rimorchiatore di salvataggio Abeille Bourbon, successivamente affiancato dall'Abeille Liberté. La nave doveva essere rimorchiata al porto di Portland nel Dorset, a 230 km di distanza; i porti più vicini di Falmouth (Cornovaglia) e Plymouth (Devon) furono respinti oltre ad altri in Francia, anche se il comandante del porto di Falmouth, il capitano Mark Sansom, affermò di aver confermato che la MSC Napoli avrebbe potuto essere ospitata a Falmouth Bay. Adrian Sanders, deputato per la circoscrizione parlamentare di Torbay sollevò diversi dubbi sul perché la MSC Napoli non fu portata né a Falmouth né in Francia.
La flottiglia risalì il Canale della Manica con la MSC Napoli che continuava a inclinarsi su un lato e con previsioni di vento forte fu preso rifugio nella baia di Lyme. La baia di Lyme è riparata dai venti provenienti da nord-ovest, ovest e sud-ovest, comuni in quel periodo dell'anno. Le condizioni di deterioramento della nave sollevarono dubbi sulla sua capacità di resistere al viaggio verso Portland. Robin Middleton, il rappresentante del Segretario di Stato per il Salvataggio e l'Intervento Marittimo che guidava la squadra di risposta al salvataggio dell'MCA, decise di attraccare la nave nella baia di Lyme. Middleton affermò che le sensibilità ambientali nell'area della baia di Lyme furono valutate completamente prima della decisione di arenare la MSC Napoli. Disse: "The beaching location was selected based on minimising the impact of any spillage and enabling salvage work to remove the vessel and cargo to take place. The local authorities and environmental groups have been notified and all agencies are working together to ensure that pollution is minimised"; (in italiano: "Il luogo per l'arenamento fu selezionato in base alla minimizzazione dell'impatto di qualsiasi fuoriuscita e consentendo il lavoro di salvataggio per rimuovere la nave e il carico. Le autorità locali e i gruppi ambientalisti sono stati informati e tutte le agenzie stanno lavorando insieme per garantire che l'inquinamento sia minimizzato."). Julian Wardlaw, che parlò per l'Environment Group, una società ombrello per le agenzie verdi locali, disse che il signor Middleton lo contattò e gli chiese dove fosse il posto migliore per arenare la MSC Napoli nella baia di Lyme. Il signor Wardlaw disse: "We told them: 'Nowhere in Lyme Bay'. It is too important an environment."; (in italiano: "Noi abbiamo detto loro: 'Da nessuna parte nella baia di Lyme'. È un ambiente troppo importante.") Tuttavia, in una successiva inchiesta pubblica, Wardlaw affermò di sostenere la decisione di arenare deliberatamente la nave portacontainer colpita al largo della costa dell'East Devon, descrivendola come "l'opzione meno peggiore".
Il luogo dell'arenamento era a Branscombe a circa 1 miglio (1,6 km) dalla costa del Devon, vicino alla città costiera di Sidmouth. La zona della costa dove venne arenata la MSC Napoli fa parte del primo sito naturale del patrimonio mondiale della Gran Bretagna, la Jurassic Coast. In inverno la baia di Lyme ospita un gran numero di uccelli marini svernanti, mentre il fondale marino è l'habitat di specie in via di estinzione come la gorgonia rosa e il corallo a coppa del tramonto.
Il consigliere della contea del Devon Stuart Hughes dichiarò: "So many questions need to be answered there has got to be a public enquiry"; (in italiano: "È necessario rispondere a così tante domande che deve esserci un'inchiesta pubblica". Brian Greenslade, leader del Devon County Council, confermò che il consiglio avrebbe tenuto un'inchiesta pubblica sull'arenamento. L'azione avvenne mentre si discuteva sulla decisione di portare la MSC Napoli in un'area di costa protetta Patrimonio dell'Umanità.

#### Rischio d'inquinamento
Delle 41.773 tonnellate di carico a bordo, "1.684 tonnellate sono di prodotti classificati come pericolosi dall'Organizzazione marittima internazionale". 103 container caddero in mare. Il petrolio si riversò a 5 miglia (8 km) a Nord-Est, investendo alcuni uccelli marini. Più di 420 furono portati al vicino West Hatch RSPCA Wildlife Centre, sebbene la maggior parte degli animali colpiti abbia subito lesioni permanenti o morte. La nave specializzata per la risposta alla fuoriuscita di petrolio (in francese "bâtiment de soutien, d'assistance et de dépollution") BSAD Argonaute si recò nell'area della fuoriuscita con personale e attrezzature antinquinamento.

#### Recupero
Dopo che i container persi dal relitto cominciarono ad essere portati a riva dalle onde a Branscombe, circa duecento persone andarono sulla spiaggia per raccogliere la merce dai relitti, nonostante gli avvertimenti dei poliziotti, secondo cui coloro che non notificavano al Receiver of Wreck gli oggetti recuperati rischiavano multe. Le merci recuperate includevano 17 motociclette BMW R1200RT, botti da vino vuote, pannolini, profumi e parti di automobili. Dopo aver inizialmente tollerato un "salvataggio" gratuito per tutti, entro il 23 gennaio 2007 i poliziotti bollarono l'attività degli spazzini come "spregevole", chiusero la spiaggia e annunciarono che avrebbero costretto le persone a restituire le merci che avevano recuperato senza informare le autorità, sottolineando che ai sensi del Merchant Shipping Act 1995 tali azioni costituivano un reato equivalente al furto. Nell'ottobre 2007, ai soccorritori che avevano segnalato i loro ritrovamenti al Receiver of Wreck fu detto che potevano tenere ciò che avevano trovato.

#### Operazione di recupero e pulizia
Nel corso della settimana successiva, dal 22 gennaio, fu effettuato un tentativo di rimozione del petrolio e di altri materiali pericolosi dalla MSC Napoli. Il greggio era molto viscoso, viste le basse temperature, e doveva essere riscaldato prima di poter essere pompato sui rimorchiatori. Il 23 gennaio 2007 furono rilasciati ulteriori dettagli sull'imminente operazione di salvataggio sia della nave che del suo carico. La principale preoccupazione era la minaccia di una fuoriuscita di petrolio; alcuni uccelli marini erano già stati investiti dall'onda nera e recuperati lungo la Jurassic Coast.
Oltre alla principale operazione di salvataggio della MSC Napoli, fu incaricata una ditta di salvataggio locale per ripulire la spiaggia e rimuovere i relitti dei container. Il precedente saccheggio dei container creò una divergenza di opinioni tra le persone; alcuni affermarono che rese più difficile la pulizia della spiaggia poiché i saccheggiatori forzarono l'apertura di alcuni container sigillati e ne setacciarono il contenuto, lasciando gli oggetti indesiderati sparsi sulla spiaggia. Altri sostennero che la rimozione dei relitti contribuì alla pulizia della spiaggia di Branscombe.
Gli articoli trasportati nei container della MSC Napoli iniziarono ad approdare lungo tutta la costa meridionale dell'Inghilterra fino all'Isola di Wight.
La gestione delle modalità con cui effettuare la demolizione e la raccolta della merce dai relitti dalla spiaggia causarono molte discussioni e attirarono l'attenzione dei media poiché la gente del posto e le autorità diventarono preoccupate per l'andamento delle operazioni sulla spiaggia di Branscombe e altrove lungo la costa. Alla fine, la Maritime and Coastguard Agency invocò i poteri previsti dal Merchant Shipping Act 1995. L'agenzia dichiarò che le persone che prelevavano merci, da questo momento in avanti, sarebbero state invitate a consegnare gli articoli al Receiver of Wreck (curatore ad interim del relitto) sulla spiaggia. Ciò significava effettivamente che nessun altro oggetto poteva essere rimosso legalmente dalla spiaggia.
A seguito di questo annuncio, e per ragioni di sicurezza, mentre si avviava l'operazione di pulizia della spiaggia, la Polizia (Devon e Cornwall Constabulary) insieme al supporto della National Trust (i proprietari della spiaggia) e la guardia costiera istituirono blocchi stradali per chiudere la spiaggia. Allo stesso tempo la ditta di salvataggio eresse delle recinzioni sulla spiaggia per impedire l'accesso pubblico.

#### Smantellamento del relitto

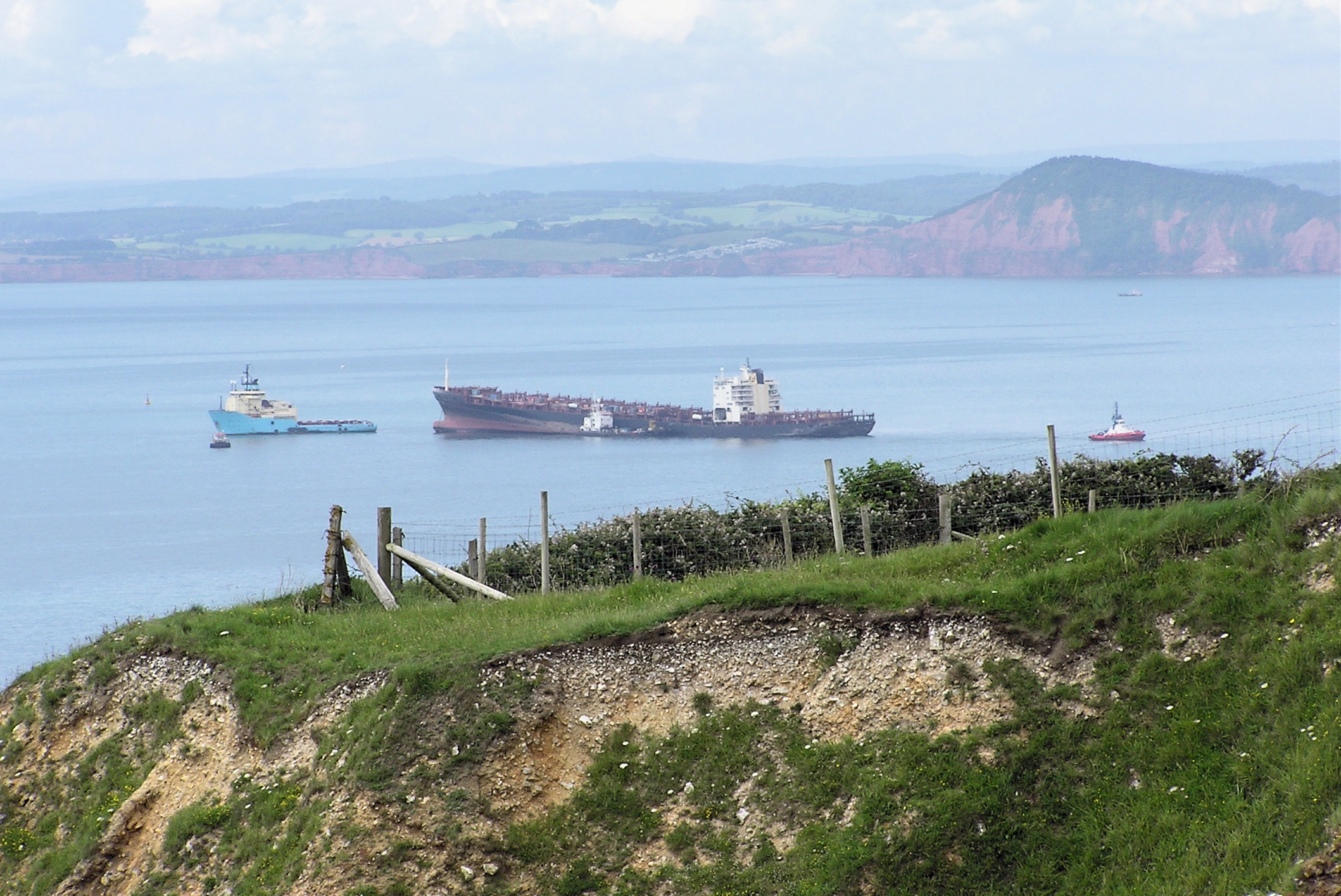
La MSC Napoli il 20 luglio 2007 vista dalle scogliere tra Beer e Branscombe.

Il 9 luglio 2007 la MSC Napoli fu rimessa a galla, ma fu immediatamente arenata poiché fu trovata una crepa di circa 3 metri (9,8 piedi) nello scafo della nave, che scorreva lungo entrambe le fiancate e attraversava la chiglia. Fu presa la decisione di demolire la nave vicino alla spiaggia di Branscombe; questo fu tentato attraverso l'utilizzo di esplosivi dopo che un precedente tentativo di utilizzare le maree primaverili non riuscì a spezzare la nave.
Con la MSC Napoli rimasta in un unico pezzo, una prima esplosione controllata aprì dei fori nel fasciame del ponte per esporre le travi strutturali sottostanti utilizzando cariche cave, con una seconda carica di punzone tagliente temporizzata 50 millisecondi dopo la prima. Questo lavoro espose con successo le travi, sulle quali furono piantate più cariche, che alla fine furono recise. Con solo le piastre del ponte sul ponte principale che tenevano insieme il relitto attorno alla struttura del ponte della nave, due rimorchiatori alle due estremità dell'unità cercarono di separare quanto restava della portacontainer.
Il 20 luglio 2007 una terza esplosione controllata spezzò finalmente la nave in due.

#### Smaltimento

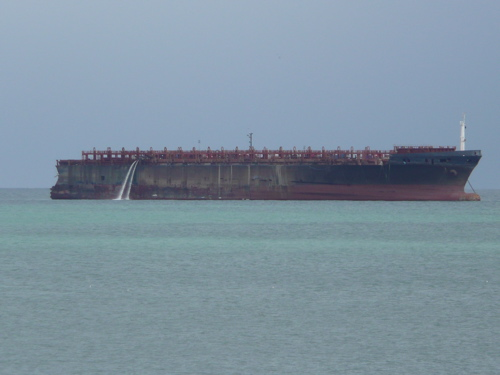
La prua della MSC Napoli a Belfast Lough il 16 agosto 2007.

Nell'agosto 2007 la prua dello scafo della nave fu portata al cantiere navale Harland and Wolff di Belfast, nell'Irlanda del Nord, per lo smaltimento e il riciclaggio. HM Coastguard posizionò una zona di esclusione di 500 metri (1.600 piedi) attorno al relitto mentre era ancorato a Belfast Lough, in attesa di entrare nel cantiere.
Un piano per rimorchiare anche la poppa ad Harland and Wolff fu abbandonato nel marzo 2008 a favore della demolizione in situ nel Canale della Manica e della rimozione dei pezzi. I lavori iniziarono nel maggio 2008. A seguito di un'operazione di parbuckling per correggere l'inclinazione e l'assetto della poppa, i lavori furono completati nel luglio 2009.
L'ancora da 13.500 chilogrammi della nave fu presentata ai cittadini di Branscombe e dell'East Devon dai proprietari della nave Metvale Ltd e fu svelata a Branscombe Mouth il 16 luglio 2008.

#### Indagine e rapporto
Il Marine Accident Investigation Branch condusse un'indagine sull'incidente e alla fine dell'aprile 2008 venne pubblicato un rapporto sull'indagine. Si scoprì che l'incidente fu il risultato di un cedimento strutturale del rivestimento e delle travi dello scafo della nave all'interfaccia tra l'irrigidimento trasversale della sala macchine e l'irrigidimento longitudinale del vano di carico. Ciò era dovuto al carico sulla struttura dovuto alla nave, ai container e al raro stato del mare che superava la capacità delle travi dello scafo in questa zona. Non furono riscontrate carenze nei materiali o nella costruzione e la precedente messa a terra nel 2001 non contribuì alla perdita.

## Nella cultura di massa

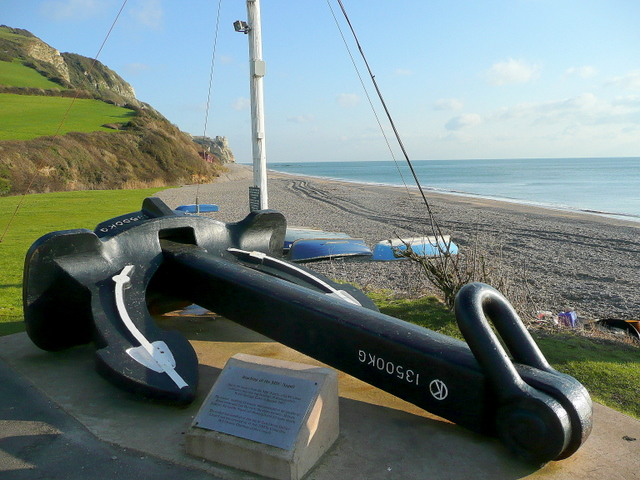
L'ancora della MSC Napoli a Branscombe, nel 2009.

L'album del 2009 Arrogance Ignorance and Greed del duo folk del West Country Show of Hands contiene il brano "The Napoli", che commenta il successivo saccheggio del relitto. Un episodio di Doctor Who, intitolato "The Power of Three", fu parzialmente ispirato alla storia della MSC Napoli.
Una delle motociclette BMW recuperate dal relitto diventò parte di un'opera d'arte pubblica del 2018 di Christian Kosmas Mayer, situata sulla riva del Danubio in Austria.